# Шарлвил су Боа
Шарлвил су Боа (фр. Charleville-sous-Bois) насеље је и општина у североисточној Француској у региону Лорена, у департману Мозел која припада префектури Мец Кампањ.
По подацима из 2011. године у општини је живело 252 становника, а густина насељености је износила 19,66 становника/km². Општина се простире на површини од 12,82 km². Налази се на средњој надморској висини од 245 метара (максималној 347 m, а минималној 215 m).

## Демографија
| 1962. | 1968. | 1975. | 1982. | 1990. | 1999. | 2011. |
| ----- | ----- | ----- | ----- | ----- | ----- | ----- |
| 186   | 190   | 167   | 178   | 199   | 222   | 252   |

График промене броја становника у току последњих година